# Coppa Italia 1993-1994 (turni preliminari)
Questa voce raccoglie un approfondimento sulle gare dei turni preliminari dell'edizione 1993-1994 della Coppa Italia di calcio.

## Primo turno
| Arbitro: | Bonfrisco (Monza) |

|             |           |  |
| Viviani 15’ | Marcatori |  |

| Arbitro: | Rosica (Roma) |

|                        |           |             |
| Mazzeo 57’ Brescia 84’ | Marcatori | 56’ Onorati |

| Arbitro: | Boggi (Salerno) |

|              |           |                                   |
| Bizzarri 54’ | Marcatori | 63’ (rig.) Maiellaro 115’ Vanigli |

| Arbitro: | Dinelli (Lucca) |

|  |           |                |
|  | Marcatori | 36’ Zanoncelli |

| Arbitro: | Quartuccio (Torre Annunziata) |

|  |           |                           |
|  | Marcatori | 95’ Vecchiola 109’ Caccia |

| Arbitro: | Tombolini (Ancona) |

|            |           |  |
| Fresta 80’ | Marcatori |  |

| Arbitro: | Stafoggia (Pesaro) |

|                            |           |  |
| Robbiati 57’ Banchelli 68’ | Marcatori |  |

| Arbitro: | Lana (Torino) |

|                      |           |                        |
| Artistico 40’ (rig.) | Marcatori | 6’ Di Già 120’ Bonaldi |

| Arbitro: | Brignoccoli (Ancona) |

|                                |           |             |
| Buoncammino 63’ Cammarieri 84’ | Marcatori | 59’ Inzaghi |

| Arbitro: | Baldas (Trieste) |

|           |           |                       |
| Manzo 63’ | Marcatori | 3’ Marangon 78’ Sabău |

| Arbitro: | Beschin (Legnago) |

|  |           |            |
|  | Marcatori | 51’ Hübner |

| Arbitro: | Treossi (Forlì) |

|                          |           |               |
| La Rosa 50’ Rizzioli 99’ | Marcatori | 56’ Palladini |

| Arbitro: | Racalbuto (Gallarate) |

|             |           |                           |
| Cecconi 31’ | Marcatori | 44’ Simonetta 82’ Maniero |

| Arbitro: | Nepi (Ascoli Piceno) |

|  |           |                         |
|  | Marcatori | 52’ Susic 64’ Lorenzini |

| Arbitro: | Bolognino (Milano) |

|            |           |                         |
| Pisano 29’ | Marcatori | 44’ Desideri 68’ Branca |

| Arbitro: | Pacifici (Roma) |

|                   |           |                                  |
| Balesini 76’, 80’ | Marcatori | 1’ Di Stefano 60’ Paci 90’ Russo |

## Secondo turno

### Andata
| Arbitro: | Braschi (Prato) |

|                                     |           |  |
| Carbone 2’ Răducioiu 42’ Eranio 71’ | Marcatori |  |

| Arbitro: | Franceschini (Bari) |

|                                             |           |                 |
| Ferrante 20’ Piovani 34’ Dondoni 46’ (aut.) | Marcatori | 25’ Cornacchini |

| Arbitro: | Brignoccoli (Ancona) |

|  |           |                      |
|  | Marcatori | 32’ Sauzée 88’ Pavan |

| Arbitro: | Bettin (Padova) |

|                       |           |                             |
| Zanoncelli 84’ (rig.) | Marcatori | 45’, 46’ Silenzi 80’ Annoni |

| Napoli 6 ottobre 1993, ore 20.30 CET | Napoli          | 0 – 0 referto | Ancona | Stadio San Paolo (7.384 spett.)\| Arbitro: \| Dinelli (Lucca) \| |
| Arbitro:                             | Dinelli (Lucca) |               |        |                                                                  |

| Arbitro: | Lana (Torino) |

|  |           |                      |
|  | Marcatori | 25’, 63’ Bertuccelli |

| Arbitro: | Bazzoli (Merano) |

|                                       |           |  |
| Batistuta 12’, 67’ Zanutta 17’ (aut.) | Marcatori |  |

| Arbitro: | Fucci (Salerno) |

|                   |           |                       |
| Baggio 34’ (rig.) | Marcatori | 45’ (rig.) Campilongo |

| Arbitro: | Borriello (Mantova) |

|                    |           |  |
| Melli 62’ Zola 90’ | Marcatori |  |

| Arbitro: | Luci (Firenze) |

|                         |           |                                |
| Lerda 4’ Ambrosetti 67’ | Marcatori | 32’ (aut.) Ziliani 53’ Tentoni |

| Arbitro: | Arena (Ercolano) |

|                 |           |            |
| Dely Valdés 45’ | Marcatori | 57’ Hübner |

| Arbitro: | Treossi (Forlì) |

|                          |           |                                |
| Bucaro 9’ Cappellini 48’ | Marcatori | 34’ (aut.) Nicoli 54’ Rizzioli |

| Arbitro: | Amendolia (Messina) |

|               |           |           |
| Simonetta 68’ | Marcatori | 27’ Balbo |

| Genova 6 ottobre 1993, ore 20.30 CET | Sampdoria          | 0 – 0 referto | Pisa | Stadio Luigi Ferraris (8.000 spett.)\| Arbitro: \| Stafoggia (Pesaro) \| |
| Arbitro:                             | Stafoggia (Pesaro) |               |      |                                                                          |

| Arbitro: | Cinciripini (Ascoli Piceno) |

|                        |           |  |
| Pittana 61’ Branca 78’ | Marcatori |  |

| Arbitro: | Arena (Ercolano) |

|                                    |           |  |
| Battistini 52’ Bergkamp 58’ (rig.) | Marcatori |  |

### Ritorno
| Arbitro: | Tombolini (Ancona) |

|               |           |               |
| Civeriati 71’ | Marcatori | 53’ Savićević |

| Arbitro: | Fucci (Salerno) |

|                 |           |  |
| Cornacchini 60’ | Marcatori |  |

| Arbitro: | Quartuccio (Torre Annunziata) |

|                                        |           |                                           |
| Sauzée 15’ Codispoti 25’ Ganz 32’, 44’ | Marcatori | 40’ (rig.) Maiellaro 58’ (aut.) Codispoti |

| Torino 28 ottobre 1993, ore 20.30 CET | Torino              | 0 – 0 referto | Ascoli | Stadio Delle Alpi\| Arbitro: \| Borriello (Mantova) \| |
| Arbitro:                              | Borriello (Mantova) |               |        |                                                        |

| Arbitro: | Nicchi (Arezzo) |

|                             |           |                                 |
| Gadda 12’ Agostini 21’, 61’ | Marcatori | 71’ Caruso 86’ (aut.) Mazzarano |

| Avellino 27 ottobre 1993, ore 20.30 CET | Avellino       | 0 – 0 referto | Lazio | Stadio Partenio (15.383 spett.)\| Arbitro: \| Cesari (Parma) \| |
| Arbitro:                                | Cesari (Parma) |               |       |                                                                 |

| Reggio Emilia 27 ottobre 1993, ore 20.30 CET | Reggiana            | 0 – 0 referto | Fiorentina | Stadio Mirabello (5.000 spett.)\| Arbitro: \| Franceschini (Bari) \| |
| Arbitro:                                     | Franceschini (Bari) |               |            |                                                                      |

| Arbitro: | Ceccarini (Livorno) |

|                                                    |           |                                             |
| Campilongo 46’, 70’ (rig.), 82’ (rig.) Cerbone 86’ | Marcatori | 45’ Marocchi 78’ (rig.) Baggio 88’ Di Livio |

| Arbitro: | Beschin (Legnago) |

|  |           |                         |
|  | Marcatori | 10’ Brolin 17’ Asprilla |

| Arbitro: | Cardona (Milano) |

|  |           |                   |
|  | Marcatori | 50’ Neri 62’ Hagi |

| Arbitro: | Bazzoli (Merano) |

|            |           |  |
| Hübner 44’ | Marcatori |  |

| Arbitro: | Braschi (Prato) |

|  |           |                                                       |
|  | Marcatori | 7’ Bianchini 60’ (rig.) Stroppa 73’ Roy 77’ Di Biagio |

| Arbitro: | Boggi (Salerno) |

|                |           |  |
| Piacentini 71’ | Marcatori |  |

| Arbitro: | Pairetto (Nichelino) |

|                                  |                      |                                 |
| Cristallini Farris Rotella Bosco | Tiri di rigore 1 – 3 | Platt Vierchowod Evani Bellucci |

| Arbitro: | Amendolia (Messina) |

|                                               |           |                          |
| Russo 50’ Melchiori 68’ Ceramicola 79’ (rig.) | Marcatori | 37’ Pittana 39’ Biagioni |

| Arbitro: | Trentalange (Torino) |

|                         |           |              |
| Rastelli 17’ Albino 19’ | Marcatori | 79’ Shalimov |